# Leptosynapta pustulosa
Leptosynapta pustulosa is een zeekomkommer uit de familie Synaptidae.
De wetenschappelijke naam van de soort werd in 1970 gepubliceerd door Gustave Cherbonnier.